# ابن أبي الفرج الكناني
أبو عبد الله محمد بن أبي الفرج بن فرج الكناني الصقلي المالكي المعروف بـالذَّكي (1036 - 1122) لغوي وعالم أدبي عربي صقلي في القرن الخامس الهجري/الحادي عشر الميلادي. من صقلية ، جال في بغداد وخراسان وغزنة ودخل الهند وكان «يتتبع عثرات الشيوخ ويناقشهم» وله في ذلك أخبار. توفي بأصفهان. من كتبه مقدمة في النحو. وصف بأنه كان ينفرد بأشياء من تفسير الأخبار وغيرها، لا يتابعه أحد فيها. برز في علوم اللغة والنحو والأدب.

## سيرته
هو محمد بن أبي الفرج الكناني المالكي الصقلي، أبو عبد الله المعروف بالذكي المغربي‌ (أو الزّكي)، ولد سنة 1036م/ 427 هـ في صقلية ونشأ بها. قرأ على محمد بن يونس كتاب الجامع في مذهب مالك وعلى عبد الخالق السوري وغيرهما بالقيروان، وقرأ الأدب على الحيولي كتاب سيبويه والإيضاح للفارسي. تضلع في اللغة والأدب العربي وبرز في النحو وعلومه. انتقل إلى العراق ثم خرج منها إلى خراسان وجرى بينه وبين جماعة من علماء خراسان محاورات ومنظارات وكان له خلافات مع أبو حامد الغزالي كان يقول: الغزالي ملحد، وإذا ذكره يقول: الغزالي المجوسي البقرطوسي. 

كتب إليه محمود الزمخشري:
فأجاب الذكي:
جال الذَّكي في‌ أقطار خراسان وأقام بها مدة، وخرج منها إلى غزنة وبلاد الهند. ثم انتقل إلى أصفهان وتوفي بها سنة 1122م / 516 هـ.